# Radoslav Velikov
Pour les articles homonymes, voir Velikov.
Radoslav Velikov est un lutteur bulgare spécialiste de la lutte libre né le 2 septembre 1983.

## Biographie
Lors des Jeux olympiques d'été de 2008, il remporte la médaille de bronze en combattant dans la catégorie des -55 kg. Il remporte le titre mondial lors des Championnats du monde de 2006 et la médaille d'argent en 2005 et 2011. Lors des Championnats d'Europe, il remporte l'argent en 2006 et 2010 et le bronze en 2007 et 2009.